# Grand Prix Monako 1996
Grand Prix Monako 1996 (oficjalnie LIV Grand Prix Automobile de Monaco) – szósta eliminacja Mistrzostw Świata Formuły 1 sezonu 1996. Wyścig, odbywający się w mokrych warunkach, ukończyło trzech kierowców (sklasyfikowanych zostało siedmiu kierowców), co jest rekordem Formuły 1. Wyścig wygrał Olivier Panis. Zwycięstwo Francuza było jego jedyną wygraną w Formule 1, ostatnią wygraną Ligiera i pierwszą wygraną dostawcy silników Mugen.
Pole position do wyścigu wywalczył Niemiec Michael Schumacher z Ferrari, wywołując jednak pewne kontrowersje po tym, gdy pod koniec sesji jechał powoli optymalną linią jazdy, przez co spowodował wypadek Gerharda Bergera. Na początku wyścigu, kiedy padał deszcz, Damon Hill wyprzedził Schumachera, który próbując nadrobić stratę, rozbił się na zakręcie znanym później jako Mirabeau Bas. Hill prowadził w wyścigu, ale na czterdziestym pierwszym okrążeniu w jego Williamsie zepsuł się silnik Renault. Wówczas liderem został Jean Alesi, który odpadł dwadzieścia okrążeń później wskutek uszkodzenia zawieszenia. Od tego momentu w wyścigu prowadził Olivier Panis i to on jako pierwszy minął linię mety. Na podium stanęli jeszcze David Coulthard z McLarena i Johnny Herbert z Saubera.

## Relacja

### Przed Grand Prix
Grand Prix Monako było szóstą eliminacją sezonu 1996. Przed Grand Prix w klasyfikacji kierowców prowadził Damon Hill, uzyskawszy 43 punkty. Drugi w klasyfikacji kierowców był Jacques Villeneuve z 22 punktami, a trzeci – Michael Schumacher, który miał 16 punktów. W klasyfikacji konstruktorów prowadził Williams z dorobkiem 65 punktów. Drugie było Ferrari (25 punktów). Na trzecim miejscu znajdował się Benetton, który miał 18 punktów. W dotychczasowych pięciu wyścigach wygrywali tylko kierowcy Williamsa: czterokrotnie Hill, a raz Villeneuve.
Tydzień przed Grand Prix Monako odbyły się czterodniowe testy na torze Imola, które wygrał Schumacher z czasem 1:27,840. W testach tych uczestniczył między innymi doradca McLarena, Alain Prost, który prowadził model MP4/11B. W trakcie Grand Prix McLaren obchodził trzydziestolecie istnienia. Grand Prix Monako było także pierwszą eliminacją, podczas której na samochodach Ferrari pojawiło się logo General Electric z uwagi na to, że firma ta nawiązała techniczną współpracę z włoskim konstruktorem.
Damon Hill mówił przed wyścigiem, że chce wygrać, ponieważ Monako to niepowtarzalne miejsce, a jego ojciec wygrywał tu pięciokrotnie. Michael Schumacher miał nadzieję na trzecie zwycięstwo w Monako z rzędu.

### Treningi i kwalifikacje
Pierwsza sesja treningowa odbyła się w czwartek, 16 maja. Kierowcy McLarena: Mika Häkkinen i David Coulthard, testowali nowy typ opon Goodyear, mieszankę „D”. Ponadto samochody McLaren miały krótszy niż zwykle rozstaw osi i używały specjalnego typu silnika Mercedes. W tej sytuacji Häkkinen wygrał czwartkową sesję treningową, a Coulthard był trzeci. Wywołało to spekulacje, że McLaren jest jednym z faworytów do zwycięstwa w wyścigu.

Michael był fantastyczny i potwierdził, że jest mistrzem tego toru.

W trakcie kwalifikacji było pochmurno, chłodno i wietrznie, więc kierowcy, obawiając się deszczu, próbowali jak najszybciej ustalić optymalne czasy. Jako pierwszy barierę jednej minuty i 21 sekund pobił Schumacher. Następnie czas swojego okrążenia zaczął ustanawiać Damon Hill, a że nie miał żadnych kierowców przed sobą, znalazł się na pierwszym miejscu z czasem 1:20,866; 0,048 s przed Schumacherem i 0,052 s przed Jeanem Alesim. Hill po przejechaniu bezbłędnego okrążenia zjechał do garażu i czekał na dalszy rozwój wydarzeń, mając nadzieję, że Schumacher utknie za wolniejszymi kierowcami i nie poprawi czasu. Dwie minuty przed końcem sesji Schumacher pobił rezultat Hilla o ponad pół sekundy, ustanawiając czas 1:20,356, a okrążenie później – 1:20,372. Po ustanowieniu tych czasów Schumacher jechał powoli optymalną linią jazdy, by zjechać do boksów. Nadjeżdżający z dużą szybkością Gerhard Berger nie spodziewał się powolnego samochodu, i by uniknąć kolizji z Schumacherem, w ostatniej chwili zjechał z optymalnej linii jazdy i obrócił się. Schumacher przeprosił Bergera, jednak nie poniósł za swoją jazdę żadnej kary. Kwalifikacje wygrał więc Schumacher z czasem 1:20,356, drugą pozycję wywalczył Hill, a trzecią – Alesi. Damon Hill wyraził zadowolenie z uzyskania drugiego miejsca startowego. Drugi kierowca z zespołu Williams, Jacques Villeneuve, był dziesiąty ze stratą 1,1 sekundy do Hilla. Trzecie miejsce Alesiego oraz czwarte Bergera oznaczało, że był to najlepszy jak dotąd wynik Benettona w sezonie, chociaż Berger wyrażał niezadowolenie, będąc pewnym tego, że gdyby nie incydent z Schumacherem, startowałby z pierwszego rzędu. Spośród kierowców McLarena lepszy czas uzyskał David Coulthard (piąty); Mika Häkkinen był ósmy (chociaż ustanawiał swoje najszybsze okrążenie podczas incydentu Bergera z Schumacherem), przez co zespół wyrażał pewne niezadowolenie. Z drugiej strony MP4/11 był przyczepny na torze w Monako, a silnik wydawał się mocny; problemem był wprawdzie docisk aerodynamiczny, ale nie było to aż tak widoczne podczas tego weekendu. Rubens Barrichello z Jordana uzyskał szósty czas, ale jego zespołowy partner, Martin Brundle, był 16. mimo faktu, że osiągał największą prędkość na torze. Siódmy był Eddie Irvine w Ferrari, który utrzymywał, że mógł być dwie pozycje wyżej, ale i tak wyrażał zadowolenie z kwalifikacji. Dziewiąty był Heinz-Harald Frentzen, co potwierdziło opinie, że Saubery są stosunkowo szybkie na torach, które nie wymagają mocnych silników. Drugi z kierowców Saubera, Johnny Herbert, był trzynasty, mając w sobotę dwie awarie zawieszenia. Jedenasty był Mika Salo, który rano miał awarię silnika, a podczas kwalifikacji doświadczał problemów ze skrzynią biegów, przez co zmuszony był do skorzystania z bolidu rezerwowego, przeznaczonego dla Ukyō Katayamy. Katayama natomiast był piętnasty, mając problemy z układem elektrycznym i oponami. Za Salo startował Jos Verstappen z Footworka, a drugi kierowca zespołu, Ricardo Rosset, był 20. Za Verstappenem i Herbertem zakwalifikował się Olivier Panis, któremu po pierwszym przejeździe zepsuł się silnik i Francuz nie wyjechał już na tor. Drugi kierowca Ligiera, Pedro Diniz był siedemnasty. Na 18. i 19. pozycji kwalifikacje ukończyli kierowcy Minardi, a na dwóch ostatnich zawodnicy Forti.

### Wyścig
Podczas sesji rozgrzewkowej, którą nieoczekiwanie wygrał Olivier Panis, zaczął padać deszcz. Deszcz nasilał się i w pewnym momencie był tak rzęsisty, że organizatorzy byli zmuszeni do przerwania wyścigu z serii Porsche Supercup. Następnie deszcz nieco ustał. Przepisy na sezon 1996 mówiły, że jeśli po suchej sesji rozgrzewkowej zacznie padać, powinna odbyć się jeszcze dodatkowa, piętnastominutowa sesja, by zespoły zaznajomiły się z mokrym torem i ustawieniami samochodu na deszczowe warunki. W sesji tej najlepszy czas ustanowił Häkkinen, po czym rozbił się w zakręcie Tabac i podczas wyścigu był zmuszony skorzystać z zapasowego samochodu. Jean Alesi nieco uszkodził samochód przez uderzenie w ścianę w zakręcie Mirabeau, a Andrea Montermini zupełnie zniszczył swoje Forti po wyjeździe z tunelu i nie wystartował w wyścigu.

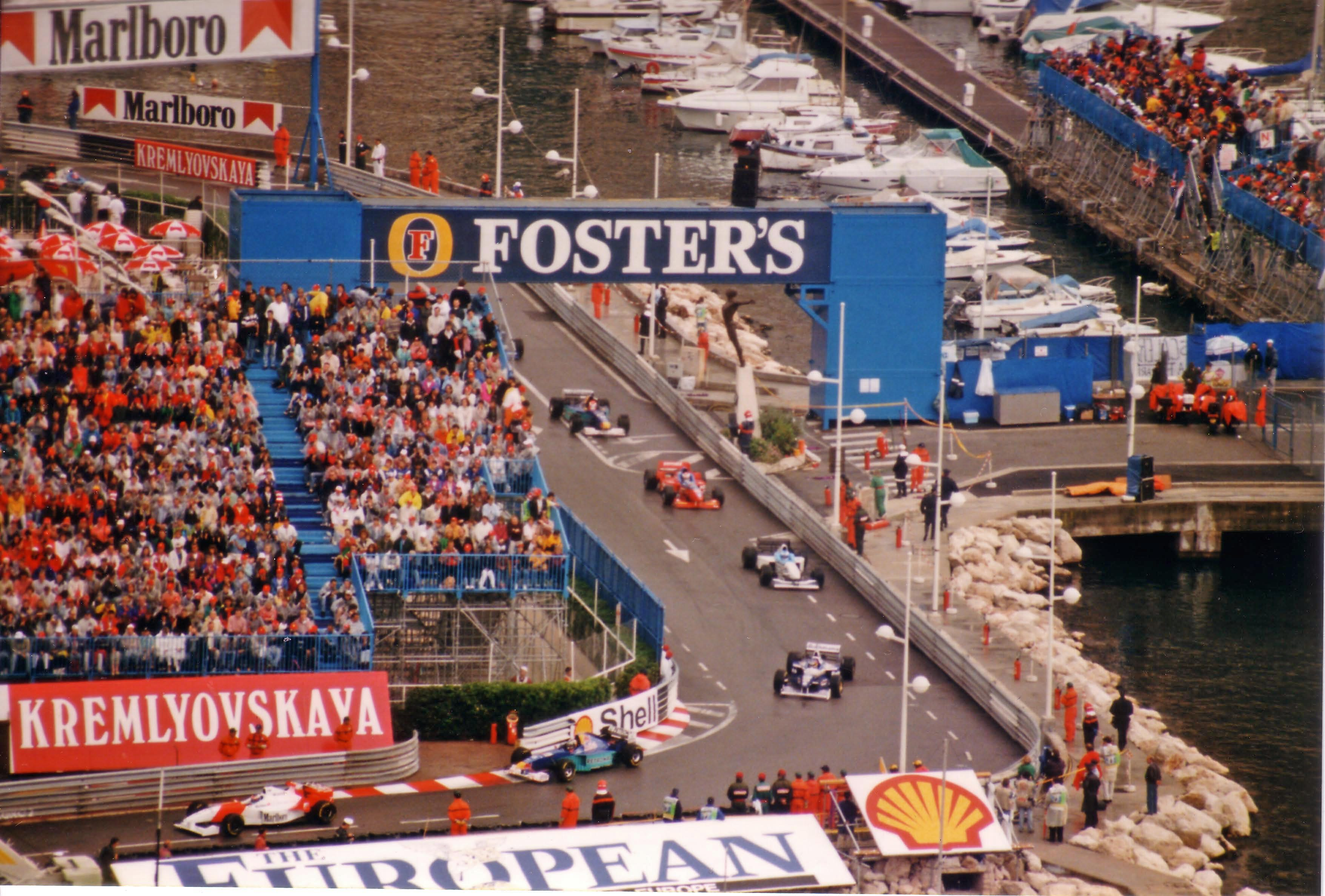
Okrążenie rozgrzewkowe przed startem wyścigu

Tuż przed wyścigiem David Coulthard pożyczył od Michaela Schumachera kask, ponieważ jego hełm zaparowywał się.
Przed startem przestało padać, a nawierzchnia zaczęła wysychać. W tej sytuacji zespoły musiały podjąć decyzję, na jakich oponach rozpocząć wyścig i jak ustawić samochody. Wszyscy z wyjątkiem Josa Verstappena podjęli decyzję o założeniu opon na mokrą nawierzchnię.
Schumacher źle wystartował i już na zakręcie Ste Devote został wyprzedzony przez Hilla. Jadący na slickach Jos Verstappen na tym samym zakręcie podjął próbę wyprzedzenia Häkkinena po zewnętrznej, po czym Häkkinen, próbując bronić pozycji zahaczył Verstappena, który następnie wpadł w poślizg i zakończył wyścig. Zderzyli się ze sobą również dwaj kierowcy Minardi, co wywołało frustrację Giancarlo Minardiego, który mówił:

Przez 12 lat w Formule 1 nigdy nie widziałem czegoś takiego. Zaplanowaliśmy ten wyścig w każdym pojedynczym szczególe i to irytujące widzieć wszystko zmarnowane przez niewiarygodny błąd naszych dwóch kierowców. Musimy zobaczyć telemetrię przed rozmową z tym, który jest odpowiedzialny.

Hill zaczął stopniowo oddalać się od Schumachera, którego Ferrari było podsterowne i ciężko się prowadziło. Po pokonaniu zakrętów Mirabeau i Loews, na zakręcie bez nazwy (nazwanym później Mirabeau Bas) Schumacher zbytnio najechał na wewnętrzny krawężnik i próbując kontrować, odbił się w poprzek drogi. Chociaż Niemiec próbował skręcić w prawo, było za późno, jako że uderzył w ścianę, uszkadzając lewe przednie koło. Ferrari Schumachera potoczyło się jeszcze przez fragment toru i zatrzymało przed zakrętem Portier, po czym Schumacher wycofał się z wyścigu.
Jeszcze na pierwszym okrążeniu, na zakręcie Rascasse wypadek miał Rubens Barrichello. Brazylijczyk powiedział, że ktoś go uderzył z tyłu przed zakrętem Casino, i samochód trochę dziwnie się po tym zachowywał. Gdy Barrichello hamował przed Rascasse, tył jego samochodu uciekł, Barrichello obrócił się i wpadł na ścianę.

Zawsze jest łatwo być mądrym po fakcie, ale kiedy próbowałem wyprzedzić Eddiego, to była właściwa rzecz. Próbowałem kilka razy i to była odpowiednia okazja. On „zamknął drzwi” i uszkodziłem przedni spojler.

Po pierwszym okrążeniu z przewagą 4,3 sekundy prowadził Hill, a po trzech okrążeniach Brytyjczyk miał już przewagę dziewięciu sekund. Kierowca Williamsa rozpoczął ustanawiać serię najszybszych okrążeń i powiększać przewagę nad konkurentami. Za Hillem jechali dwaj kierowcy zespołu Benetton: drugi był Alesi, trzeci Berger. Mimo że Berger był nieco szybszy od Alesiego, nie podejmował walki z nim, tłumacząc się niechęcią do wywierania dodatkowej presji w zespole. Czwarty był Eddie Irvine, który na początku wyścigu awansował z siódmego miejsca i przez następne 35 okrążeń blokował wielu kierowców. Na czwartym okrążeniu w zakręcie Rascasse wypadek miał Ricardo Rosset. Na 10. okrążeniu z wyścigu, po awarii skrzyni biegów, odpadł Berger. Po odpadnięciu Bergera nikt już nie zagrażał pozycji Alesiego, ale Francuz tracił coraz więcej do Hilla; po 21. okrążeniu Hill miał już prawie 25 sekund przewagi nad Alesim. Tymczasem na 18 okrążeniu na zakręcie Ste Devote próbę wyprzedzenia trzeciego wówczas Irvine'a podjął Heinz-Harald Frentzen, ale Irvine przyblokował Frentzena, przez co Niemiec wjechał w tył Brytyjczyka i uszkodził przedni spojler (w samochodzie Irvine'a nie doszło do uszkodzeń). Frentzen zjechał do boksów, a po wyjeździe z nich rozpoczął ustanawianie bardzo szybkich okrążeń, ale następnie ponownie był blokowany przez wolniejsze samochody.
Na 28. okrążeniu Hill zjechał na pit-stop, by wymienić opony deszczowe na slicki, co dawało około sześć sekund przewagi na okrążeniu. Na tym samym okrążeniu do boksów zjechał jadący w zapasowym samochodzie na dziewiątej pozycji Mika Häkkinen, chociaż bardziej korzystne dla McLarena byłoby przywołanie do boksów najpierw Davida Coultharda. Na 30. okrążeniu do boksów zjechali między innymi Alesi i Coulthard, przy czym w samochodzie Coultharda tylko wymieniono opony, a nie dolano paliwa. Po swoich pit-stopach Alesi tracił ponad pół minuty do Hilla, a Coulthard był piąty.
Na 35. okrążeniu, w zakręcie Loews, próbę wyprzedzenia Irvine'a podjął jadący za nim Olivier Panis. Oba samochody zetknęły się kołami, i o ile Panis pojechał dalej (w jego samochodzie doszło jednak do uszkodzenia układu kierowniczego), to samochód Irvine'a obrócił się, po czym kierowcy zgasł silnik. Jako że jego samochód stał w niebezpiecznym miejscu, z pomocą porządkowych odpalił silnik i kontynuował jazdę. Za uruchomienie silnika w trakcie wyścigu Irvine nie otrzymał kary.
Hill nadal uzyskiwał przewagę, ale na 41. okrążeniu ujrzał na swojej kierownicy żółte, ostrzegawcze światła. Jedno okrążenie później po wyjeździe z tunelu jego silnik eksplodował i Hill zmuszony był wycofać się z wyścigu. Po odpadnięciu Hilla, Alesi objął pewne prowadzenie i rozpoczął ustanawianie serii najszybszych okrążeń, ale później tył jego samochodu zaczął dziwnie się zachowywać. W związku z tym zjechał do boksów na 54. okrążeniu, by sprawdzono jego tylne zawieszenie. Po wyjeździe z boksów ponownie ustanawiał najszybsze okrążenia, ale na 60. okrążeniu zjechał do garażu i wycofał się z wyścigu – okazało się, że tylne zawieszenie jest złamane; ten problem wielokrotnie pojawiał się w Benettonach B196 podczas testów, a z powodu braku czasu nie wyeliminowano go. Po odpadnięciu Alesiego na prowadzeniu znalazł się Olivier Panis.

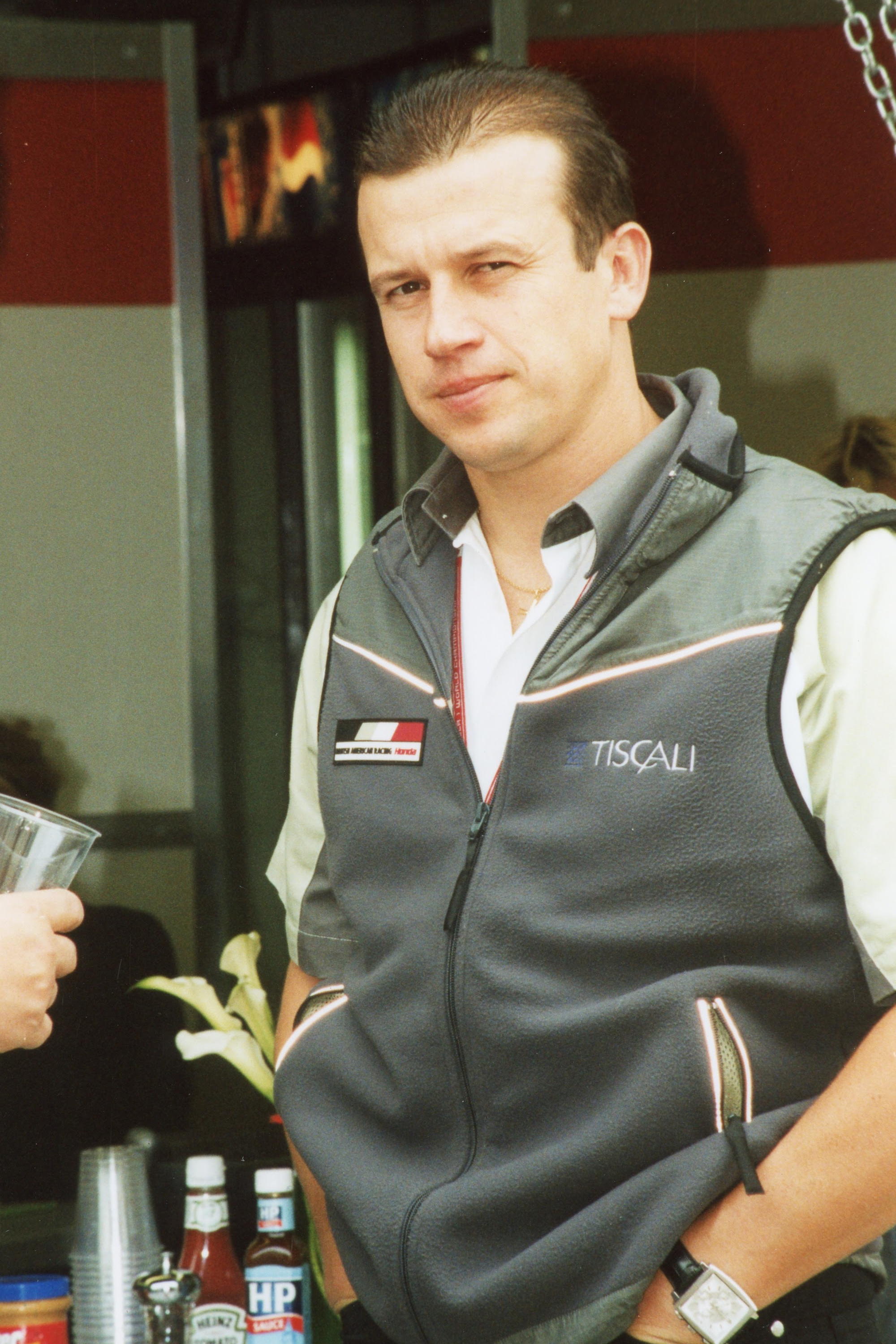
Zwycięzca wyścigu, Olivier Panis (zdjęcie wykonane w 2002 roku)

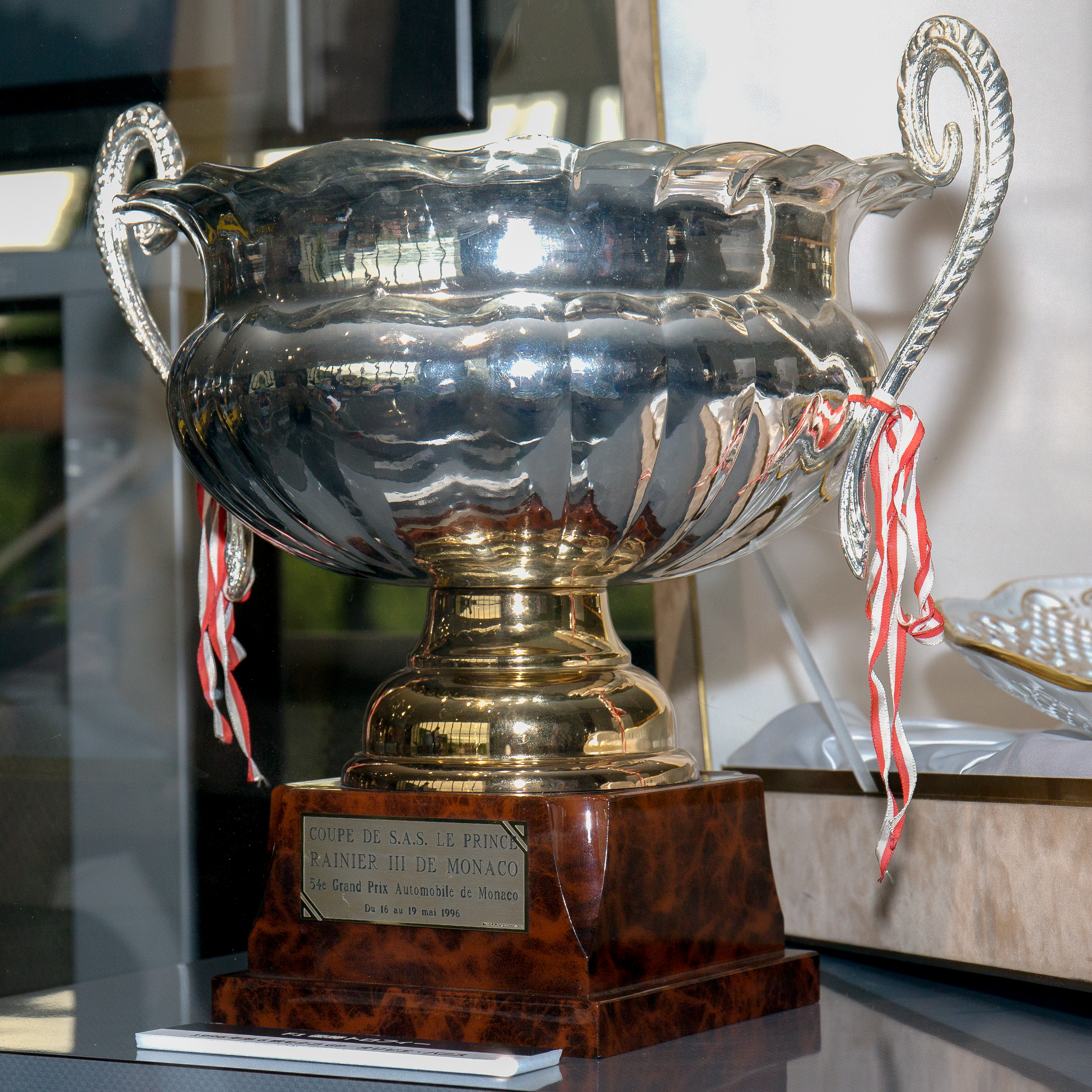
Trofeum zwycięzcy wyścigu, Oliviera Panisa

Na 66. okrążeniu dublowany Luca Badoer przepuścił Johnny'ego Herberta, ale nie zauważył jadącego za nim Jacques'a Villeneuve'a. Badoer wrócił na optymalną linię jazdy, przez co wjechał w niego Villeneuve. Villeneuve odbił się i uderzył w ścianę, kończąc wyścig w zakręcie Loews, a Badoer – tuż przed tunelem. Pod koniec wyścigu o piąte miejsce walczyli ze sobą Mika Häkkinen i Mika Salo. Gdy kierowcy ci wjechali w zakręt od 1997 roku znany jako Mirabeau Bas, natknęli się na Eddiego Irvine'a, który po wpadnięciu w poślizg wracał na tor. Zarówno Häkkinen, jak i Salo wjechali w tył samochodu Irvine'a; wszyscy trzej kierowcy odpadli z wyścigu. Po ich odpadnięciu w wyścigu jechało już tylko czterech kierowców: Olivier Panis, David Coulthard, Johnny Herbert i Heinz-Harald Frentzen. Na sześć minut przed końcem ponownie zaczęło padać. Coulthard zbliżył się do Panisa, ale nie podjął ani jednej próby wyprzedzenia go. Pod koniec przedostatniego okrążenia wyścigu Frentzen, widząc, że nie ma już szans na zajęcie trzeciego miejsca, zjechał do boksów i zakończył wyścig. Wyścig, zgodnie z regulaminem zakończony po dwóch godzinach, wygrał Panis z przewagą 4,828 sekundy nad Coulthardem oraz 37,503 sekundy nad Herbertem.
Na zwycięstwo Panisa w zakładach bukmacherskich stawiano 150:1. Francuz startował mocno zatankowanym samochodem z 14. miejsca – była to druga najgorsza pozycja startowa francuskiego kierowcy w sezonie. We wczesnej fazie wyścigu awansował na 12. pozycję. Na okrążeniu siódmym w zakręcie Rascasse wyprzedził Martina Brundle'a, a na siedemnastym w zakręcie Casino – Häkkinena. Na 25. okrążeniu zdołał wyprzedzić w zakręcie Loews Johnny'ego Herberta. Zjechał do boksów w odpowiednim czasie, a jego samochód był dotankowany niewielką ilością paliwa (po wyścigu nie wiedział nawet, że samochód był dotankowany w boksie). Gdy inni kierowcy zjechali na swoje pit-stopy, awansował na czwarte miejsce. Następnie ustanowił kilka najszybszych okrążeń do momentu, gdy znowu utknął za Irvinem. Na 35. okrążeniu w zakręcie Loews spróbował wyprzedzić Irvine'a; doszło do kontaktu, silnik w samochodzie Irvine'a przestał działać, ale Panis zyskał pozycję. Następnie Panis zaczął ustanawiać serię najszybszych okrążeń i gonić Alesiego. Po awarii Hilla awansował na drugą pozycję, ale wkrótce później wjechał w plamę oleju po samochodzie Hilla i obrócił się, przez co stracił 10 sekund. Różnica między Alesim i Panisem ustabilizowała się na poziomie 30 sekund. Po tym, gdy Alesi wycofał się z wyścigu, Panis objął prowadzenie i został zwycięzcą.

### Po wyścigu
Po wyścigu Coulthard przyznał, że nie miał zamiaru próbować wyprzedzać Panisa w końcówce wyścigu:

To była tylko kwestia dowiezienia samochodu do mety i zdobycia punktów.

Za wyeliminowanie Villeneuve'a na Lukę Badoera nałożono karę absencji na dwa wyścigi; wykonanie tej kary zostało warunkowo zawieszone.
Określane jako niezwykłe czy nawet jedno z najdziwniejszych w historii zwycięstwo Panisa było pierwszym zwycięstwem francuskiego kierowcy we francuskim samochodzie w Grand Prix Monako od 1930 roku, kiedy to René Dreyfus wygrał wyścig w Bugatti. Było to także pierwsze zwycięstwo Ligiera od Grand Prix Kanady 1981, kiedy to wygrał Jacques Laffite. Mimo tego przyszłość przeżywającego problemy finansowe i personalne francuskiego zespołu nadal pozostała niejasna. Ostatecznie w lutym 1997 roku potwierdzono zakup zespołu przez Alaina Prosta i przekształcenie go w Prost Grand Prix.
Po wyścigu w klasyfikacji generalnej kierowców Hill, Villeneuve i Schumacher nie zmienili pozycji. Na czwarte miejsce awansował Olivier Panis. Po zdobyciu swoich pierwszych punktów w sezonie w klasyfikacji awansowali także Johnny Herbert (na dwunaste miejsce) i Heinz-Harald Frentzen (na trzynastą pozycję). W klasyfikacji konstruktorów nadal prowadził Williams przed Ferrari i Benettonem. Czwarty był McLaren, a na piątą pozycję z siódmej awansował Ligier.

## Lista startowa
| Nr | Kierowca              | Zespół                          | Samochód       | Silnik                        | Opony |
| -- | --------------------- | ------------------------------- | -------------- | ----------------------------- | ----- |
| 1  | Michael Schumacher    | Scuderia Ferrari SpA            | Ferrari F310   | Ferrari 046 3.0 V10           | G     |
| 2  | Eddie Irvine          | Scuderia Ferrari SpA            | Ferrari F310   | Ferrari 046 3.0 V10           | G     |
| 3  | Jean Alesi            | Mild Seven Benetton Renault     | Benetton B196  | Renault RS8 3.0 V10           | G     |
| 4  | Gerhard Berger        | Mild Seven Benetton Renault     | Benetton B196  | Renault RS8 3.0 V10           | G     |
| 5  | Damon Hill            | Rothmans Williams Renault       | Williams FW18  | Renault RS8 3.0 V10           | G     |
| 6  | Jacques Villeneuve    | Rothmans Williams Renault       | Williams FW18  | Renault RS8 3.0 V10           | G     |
| 7  | Mika Häkkinen         | Marlboro McLaren Mercedes       | McLaren MP4/11 | Mercedes FO110/3 3.0 V10      | G     |
| 8  | David Coulthard       | Marlboro McLaren Mercedes       | McLaren MP4/11 | Mercedes FO110/3 3.0 V10      | G     |
| 9  | Olivier Panis         | Equipe Ligier Gauloises Blondes | Ligier JS43    | Mugen Honda MF-301 HA 3.0 V10 | G     |
| 10 | Pedro Diniz           | Equipe Ligier Gauloises Blondes | Ligier JS43    | Mugen Honda MF-301 HA 3.0 V10 | G     |
| 11 | Rubens Barrichello    | B&H Total Jordan Peugeot        | Jordan 196     | Peugeot A12 EV5 3.0 V10       | G     |
| 12 | Martin Brundle        | B&H Total Jordan Peugeot        | Jordan 196     | Peugeot A12 EV5 3.0 V10       | G     |
| 14 | Johnny Herbert        | Red Bull Sauber Ford            | Sauber C15     | Ford JD Zetec-R 3.0 V10       | G     |
| 15 | Heinz-Harald Frentzen | Red Bull Sauber Ford            | Sauber C15     | Ford JD Zetec-R 3.0 V10       | G     |
| 16 | Ricardo Rosset        | Footwork Hart                   | Footwork FA17  | Hart 830 3.0 V8               | G     |
| 17 | Jos Verstappen        | Footwork Hart                   | Footwork FA17  | Hart 830 3.0 V8               | G     |
| 18 | Ukyō Katayama         | Tyrrell Yamaha                  | Tyrrell 024    | Yamaha OX11A 3.0 V10          | G     |
| 19 | Mika Salo             | Tyrrell Yamaha                  | Tyrrell 024    | Yamaha OX11A 3.0 V10          | G     |
| 20 | Pedro Lamy            | Minardi Team SpA                | Minardi M195B  | Ford EDM2 3.0 V8              | G     |
| 21 | Giancarlo Fisichella  | Minardi Team SpA                | Minardi M195B  | Ford EDM2 3.0 V8              | G     |
| 22 | Luca Badoer           | Forti Grand Prix                | Forti FG03     | Ford ECA Zetec-R 3.0 V10      | G     |
| 23 | Andrea Montermini     | Forti Grand Prix                | Forti FG03     | Ford ECA Zetec-R 3.0 V10      | G     |
| Nr | Kierowca              | Zespół                          | Samochód       | Silnik                        | Opony |

## Wyniki

### Kwalifikacje
| P  | Nr | Kierowca              | Konstruktor(-silnik) | Opony | Czas     | Odstęp   | Strata   |
| -- | -- | --------------------- | -------------------- | ----- | -------- | -------- | -------- |
| 1  | 1  | Michael Schumacher    | Ferrari              | G     | 1:20.356 | -        | -        |
| 2  | 5  | Damon Hill            | Williams-Renault     | G     | 1:20.866 | 0:00.510 | 0:00.510 |
| 3  | 3  | Jean Alesi            | Benetton-Renault     | G     | 1:20.918 | 0:00.052 | 0:00.562 |
| 4  | 4  | Gerhard Berger        | Benetton-Renault     | G     | 1:21.067 | 0:00.149 | 0:00.711 |
| 5  | 8  | David Coulthard       | McLaren-Mercedes     | G     | 1:21.460 | 0:00.393 | 0:01.104 |
| 6  | 11 | Rubens Barrichello    | Jordan-Peugeot       | G     | 1:21.504 | 0:00.044 | 0:01.148 |
| 7  | 2  | Eddie Irvine          | Ferrari              | G     | 1:21.542 | 0:00.038 | 0:01.186 |
| 8  | 7  | Mika Häkkinen         | McLaren-Mercedes     | G     | 1:21.688 | 0:00.146 | 0:01.332 |
| 9  | 15 | Heinz-Harald Frentzen | Sauber-Ford          | G     | 1:21.929 | 0:00.241 | 0:01.573 |
| 10 | 6  | Jacques Villeneuve    | Williams-Renault     | G     | 1:21.963 | 0:00.034 | 0:01.607 |
| 11 | 19 | Mika Salo             | Tyrrell-Yamaha       | G     | 1:22.235 | 0:00.272 | 0:01.879 |
| 12 | 17 | Jos Verstappen        | Footwork-Hart        | G     | 1:22.327 | 0:00.092 | 0:01.971 |
| 13 | 14 | Johnny Herbert        | Sauber-Ford          | G     | 1:22.346 | 0:00.019 | 0:01.990 |
| 14 | 9  | Olivier Panis         | Ligier-Mugen Honda   | G     | 1:22.358 | 0:00.012 | 0:02.002 |
| 15 | 18 | Ukyō Katayama         | Tyrrell-Yamaha       | G     | 1:22.460 | 0:00.102 | 0:02.104 |
| 16 | 12 | Martin Brundle        | Jordan-Peugeot       | G     | 1:22.519 | 0:00.059 | 0:02.163 |
| 17 | 10 | Pedro Diniz           | Ligier-Mugen Honda   | G     | 1:22.682 | 0:00.163 | 0:02.326 |
| 18 | 21 | Giancarlo Fisichella  | Minardi-Ford         | G     | 1:22.684 | 0:00.002 | 0:02.328 |
| 19 | 20 | Pedro Lamy            | Minardi-Ford         | G     | 1:23.350 | 0:00.666 | 0:02.994 |
| 20 | 16 | Ricardo Rosset        | Footwork-Hart        | G     | 1:24.976 | 0:01.626 | 0:04.620 |
| 21 | 22 | Luca Badoer           | Forti-Ford           | G     | 1:25.059 | 0:00.083 | 0:04.703 |
| 22 | 23 | Andrea Montermini     | Forti-Ford           | G     | 1:25.393 | 0:00.334 | 0:05.037 |
| P  | Nr | Kierowca              | Konstruktor(-silnik) | Opony | Czas     | Odstęp   | Strata   |

### Wyścig
| P                 | + / –     | Nr | Kierowca              | Konstruktor        | Opony | Okr. | Czas / Strata | Komentarz                      |
| ----------------- | --------- | -- | --------------------- | ------------------ | ----- | ---- | ------------- | ------------------------------ |
| 1                 | 13        | 9  | Olivier Panis         | Ligier-Mugen Honda | G     | 75   | 2h00:45.629   |                                |
| 2                 | 3         | 8  | David Coulthard       | McLaren-Mercedes   | G     | 75   | +0:04.828     |                                |
| 3                 | 10        | 14 | Johnny Herbert        | Sauber-Ford        | G     | 75   | +0:37.503     |                                |
| 4                 | 5         | 15 | Heinz-Harald Frentzen | Sauber-Ford        | G     | 74   | +1 okr.       | wycofał się                    |
| 5                 | 6         | 19 | Mika Salo             | Tyrrell-Yamaha     | G     | 70   | +5 okr.       | kolizja z Irvinem i Häkkinenem |
| 6                 | 2         | 7  | Mika Häkkinen         | McLaren-Mercedes   | G     | 70   | +5 okr.       | kolizja z Salo i Irvinem       |
| 7                 | Bez zmian | 2  | Eddie Irvine          | Ferrari            | G     | 68   | +7 okr.       | kolizja z Salo i Häkkinenem    |
| Niesklasyfikowani |           |    |                       |                    |       |      |               |                                |
|                   |           | 6  | Jacques Villeneuve    | Williams-Renault   | G     | 66   |               | kolizja z Badoerem             |
|                   |           | 3  | Jean Alesi            | Benetton-Renault   | G     | 60   |               | zawieszenie                    |
|                   |           | 22 | Luca Badoer           | Forti-Ford         | G     | 60   |               | kolizja z Villeneuve’em        |
|                   |           | 5  | Damon Hill            | Williams-Renault   | G     | 40   |               | silnik                         |
|                   |           | 12 | Martin Brundle        | Jordan-Peugeot     | G     | 30   |               | wypadek                        |
|                   |           | 4  | Gerhard Berger        | Benetton-Renault   | G     | 9    |               | skrzynia biegów                |
|                   |           | 10 | Pedro Diniz           | Ligier-Mugen Honda | G     | 5    |               | układ przeniesienia napędu     |
|                   |           | 16 | Ricardo Rosset        | Footwork-Hart      | G     | 3    |               | wypadek                        |
|                   |           | 18 | Ukyō Katayama         | Tyrrell-Yamaha     | G     | 2    |               | wypadek                        |
|                   |           | 1  | Michael Schumacher    | Ferrari            | G     | 0    |               | wypadek                        |
|                   |           | 11 | Rubens Barrichello    | Jordan-Peugeot     | G     | 0    |               | wypadek                        |
|                   |           | 17 | Jos Verstappen        | Footwork-Hart      | G     | 0    |               | poślizg                        |
|                   |           | 21 | Giancarlo Fisichella  | Minardi-Ford       | G     | 0    |               | kolizja z Lamym                |
|                   |           | 20 | Pedro Lamy            | Minardi-Ford       | G     | 0    |               | kolizja z Fisichellą           |
| NW                |           | 23 | Andrea Montermini     | Forti-Ford         | G     | 0    |               | wypadek                        |
| P                 | + / –     | Nr | Kierowca              | Konstruktor        | Opony | Okr. | Czas / Strata | Komentarz                      |

### Najszybsze okrążenie
| Nr | Kierowca   | Konstruktor      | Opony | Czas     | Okr. |
| -- | ---------- | ---------------- | ----- | -------- | ---- |
| 3  | Jean Alesi | Benetton-Renault | G     | 1:25.205 | 59   |

### Prowadzenie w wyścigu
| Nr                              | Kierowca      | Okrążenia    | Suma |
| ------------------------------- | ------------- | ------------ | ---- |
| 5                               | Damon Hill    | 1–27, 30–40  | 38   |
| 3                               | Jean Alesi    | 28–29, 41–59 | 21   |
| 9                               | Olivier Panis | 60–75        | 16   |
| \| Wykres \| \| ------ \| \| \| |               |              |      |
| Wykres                          |               |              |      |
|                                 |               |              |      |

## Klasyfikacja po wyścigu

### Kierowcy
| P  | +/− | Kierowca              | Starty | Punkty | P1 | P2 | P3 | PP | NO | NS |
| -- | --- | --------------------- | ------ | ------ | -- | -- | -- | -- | -- | -- |
| 1  | 0   | Damon Hill            | 6      | 43     | 4  | -  | -  | 3  | 3  | 1  |
| 2  | 0   | Jacques Villeneuve    | 6      | 22     | 1  | 2  | -  | 1  | -  | 2  |
| 3  | 0   | Michael Schumacher    | 6      | 16     | -  | 2  | 1  | 2  | 2  | 3  |
| 4  | +8  | Olivier Panis         | 6      | 11     | 1  | -  | -  | -  | -  | 2  |
| 5  | −1  | Jean Alesi            | 6      | 11     | -  | 1  | 1  | -  | 1  | 3  |
| 6  | +3  | David Coulthard       | 6      | 10     | -  | 1  | 1  | -  | -  | 3  |
| 7  | −2  | Eddie Irvine          | 6      | 9      | -  | -  | 1  | -  | -  | 1  |
| 8  | −2  | Gerhard Berger        | 6      | 7      | -  | -  | 1  | -  | -  | 3  |
| 9  | −2  | Rubens Barrichello    | 6      | 7      | -  | -  | -  | -  | -  | 3  |
| 10 | −2  | Mika Häkkinen         | 6      | 6      | -  | -  | -  | -  | -  | 1  |
| 11 | −1  | Mika Salo             | 6      | 5      | -  | -  | -  | -  | -  | 3  |
| 12 | +3  | Johnny Herbert        | 6      | 4      | -  | -  | 1  | -  | -  | 3  |
| 13 | +4  | Heinz-Harald Frentzen | 6      | 3      | -  | -  | -  | -  | -  | 4  |
| 14 | −3  | Martin Brundle        | 6      | 1      | -  | -  | -  | -  | -  | 4  |
| 15 | −2  | Jos Verstappen        | 6      | 1      | -  | -  | -  | -  | -  | 5  |
| 16 | 0   | Pedro Diniz           | 6      | -      | -  | -  | -  | -  | -  | 2  |
| 17 | 0   | Pedro Lamy            | 6      | -      | -  | -  | -  | -  | -  | 3  |
| 18 | 0   | Ukyō Katayama         | 6      | -      | -  | -  | -  | -  | -  | 4  |
| 18 | 0   | Ricardo Rosset        | 6      | -      | -  | -  | -  | -  | -  | 4  |
| 20 | 0   | Luca Badoer           | 4      | -      | -  | -  | -  | -  | -  | 2  |
| 21 | 0   | Andrea Montermini     | 2      | -      | -  | -  | -  | -  | -  | 1  |
| 22 | 0   | Giancarlo Fisichella  | 4      | -      | -  | -  | -  | -  | -  | 3  |
| -  | 0   | Tarso Marques         | 2      | -      | -  | -  | -  | -  | -  | 2  |
| P  | +/− | Kierowca              | Starty | Punkty | P1 | P2 | P3 | PP | NO | NS |

### Konstruktorzy
| P  | +/− | Konstruktor        | Starty | Punkty | P1 | P2 | P3 | PP | NO | NS |
| -- | --- | ------------------ | ------ | ------ | -- | -- | -- | -- | -- | -- |
| 1  | 0   | Williams-Renault   | 12     | 65     | 5  | 2  | -  | 4  | 3  | 3  |
| 2  | 0   | Ferrari            | 12     | 25     | -  | 2  | 2  | 2  | -  | 4  |
| 3  | 0   | Benetton-Renault   | 12     | 18     | -  | 1  | 2  | -  | 1  | 6  |
| 4  | 0   | McLaren-Mercedes   | 12     | 16     | -  | 1  | 1  | -  | -  | 4  |
| 5  | +2  | Ligier-Mugen Honda | 12     | 11     | 1  | -  | -  | -  | -  | 4  |
| 6  | −1  | Jordan-Peugeot     | 12     | 8      | -  | -  | -  | -  | -  | 7  |
| 7  | +2  | Sauber-Ford        | 12     | 7      | -  | -  | 1  | -  | -  | 7  |
| 8  | −2  | Tyrrell-Yamaha     | 12     | 5      | -  | -  | -  | -  | -  | 7  |
| 9  | −1  | Footwork-Hart      | 12     | 1      | -  | -  | -  | -  | -  | 9  |
| 10 | 0   | Minardi-Ford       | 12     | -      | -  | -  | -  | -  | -  | 8  |
| 11 | 0   | Forti-Ford         | 5      | -      | -  | -  | -  | -  | -  | 2  |
| P  | +/− | Konstruktor        | Starty | Punkty | P1 | P2 | P3 | PP | NO | NS |

## Imprezy towarzyszące
Podczas weekendu Grand Prix Monako odbyły się wyścigi serii Renault Sport Spider Elf Trophy, Porsche Supercup oraz Formuły 3. Z powodu złych warunków atmosferycznych przerwano wyścig Porsche Supercup; dokończony wyścig wygrał Emmanuel Collard. Wyścig Formuły 3 wygrał Marcel Tiemann (Dallara F396-Opel) z przewagą 0,998 s nad drugim Tomem Coronelem (Dallara F395-Fiat) oraz 2,467 s nad trzecim Arndem Meierem (Dallara F395-Opel).